# باول غوستاف فيشر
باول غوستاف فيشر هو رسام دنماركي، ولد في 22 يوليو 1860 في كوبنهاغن في الدنمارك، وتوفي في 5 يناير 1934 في Gentofte Municipality ‏ في الدنمارك.

## معرض صور

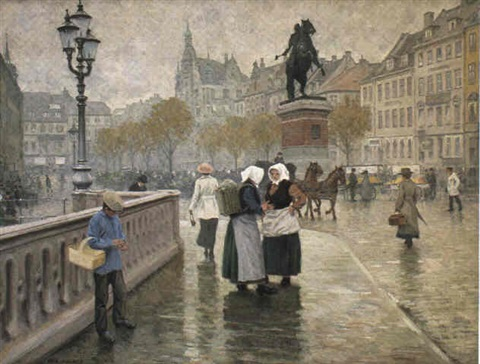
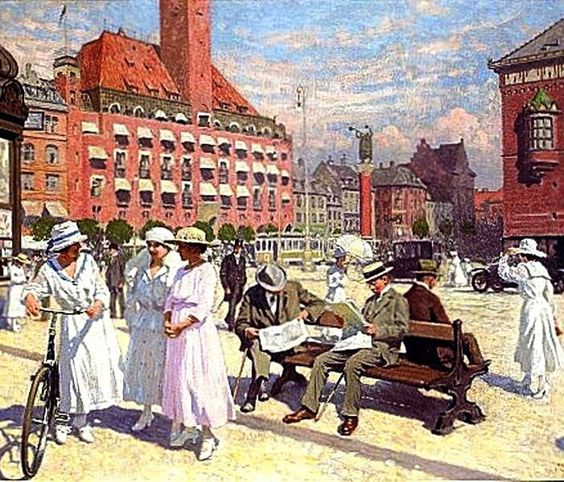
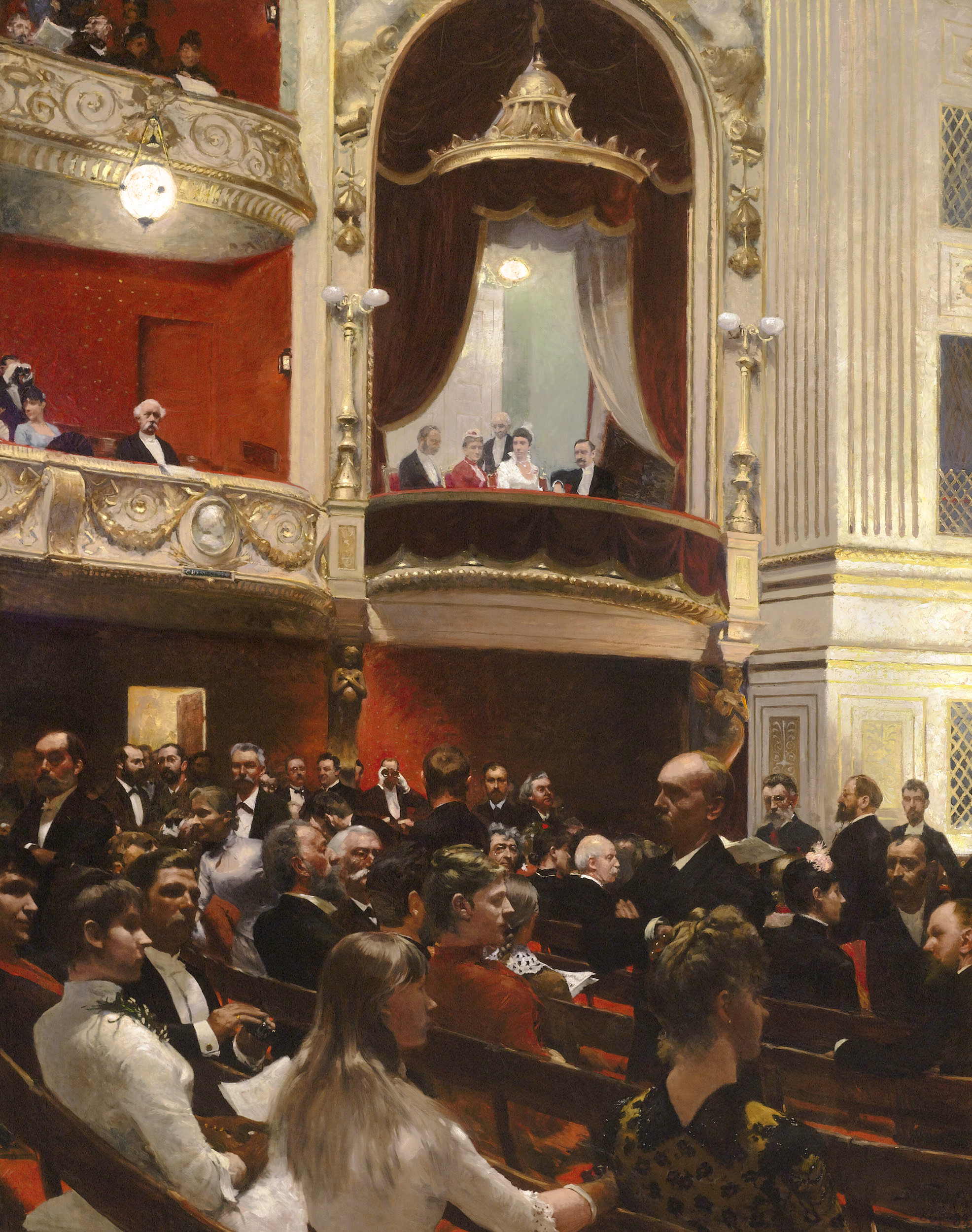
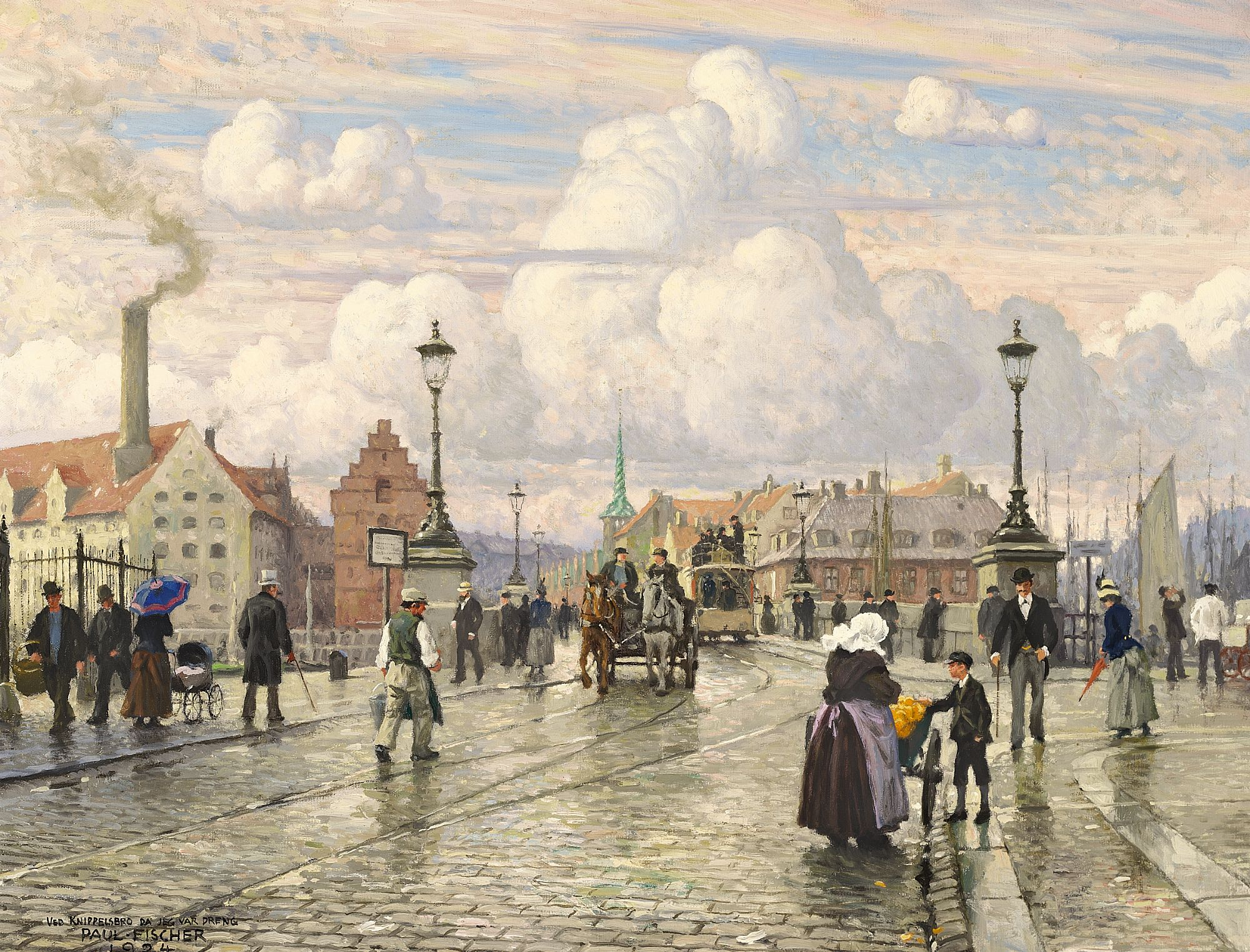
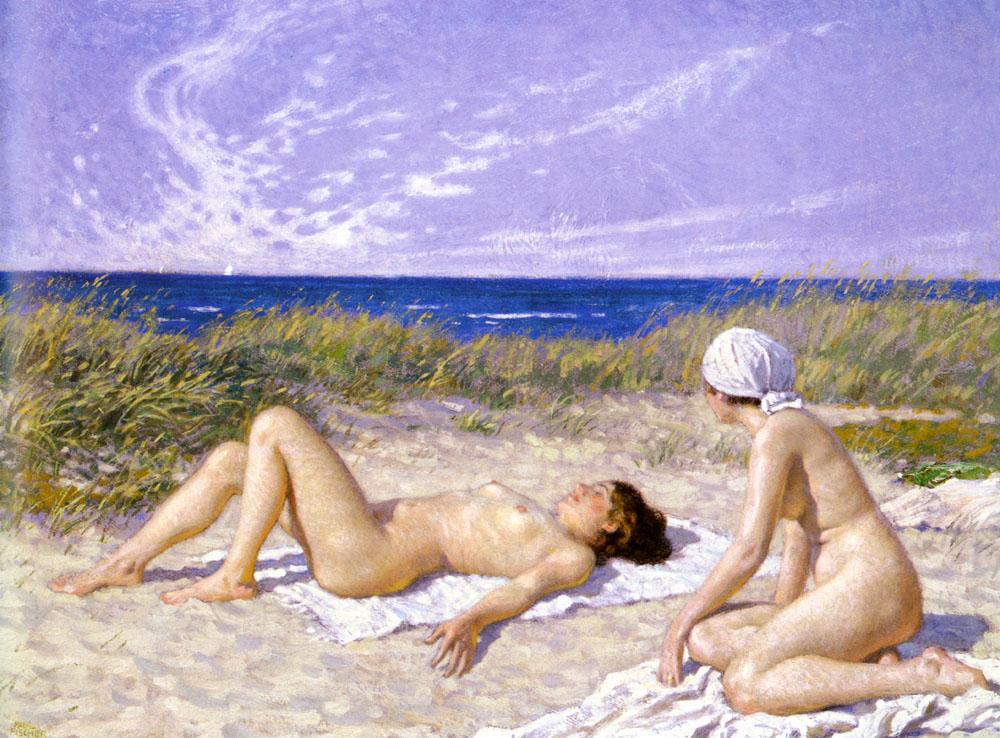